# Velesa
La Velesa (in russo Велеса?), è un fiume della Russia europea, affluente di sinistra della Dvina occidentale. Scorre nei rajon Andreapol'skij, Nelidovskij, Zapadnodvinskij e Žarkovskij dell'oblast' di Tver'.

## Descrizione
Il fiume ha origine sul Rialto del Valdaj, nelle paludi a sud di Andreapol'. Nel corso superiore il letto del fiume è stretto e tortuoso, avvicinandosi a Zapadnaja Dvina (passa qualche chilometro a est della città) la larghezza aumenta fino a 20 metri. In quel punto dista solo 2 km dal fiume Dvina occidentale, ma poi se ne allontana per sfociarvi dopo circa 50 km. La Velesa ha una lunghezza di 114 km, l'area del suo bacino è di 1 420 km². Gela da fine novembre - inizio dicembre sino all'inizio di aprile. Il suo maggior affluente è la Turosna (lungo 69 km) proveniente dalla sinistra idrografica.